# Johann Fischer gen. Walter
Johann Fischer gen. Walter (auch Walther oder Walder; * 1488 in Kassel; † 2. August 1554) war ein Jurist und landgräflich-hessischer Verwaltungsbeamter und Politiker. Er war u. a. landgräflicher Rat, von 1532 bis 1543 Gesandter bei mehreren Reichstagen, von 1537 bis 1543 Rentmeister in Ziegenhain und 1542 vom Landgrafen bestimmter Testamentsvollstrecker und Mit-Vormund für die Kinder des Landgrafen Philipp I. von Hessen.

## Leben
Er war ein Sohn des Kasseler Hofschneiders Walter Fischer. Im Jahre 1506 immatrikulierte er sich an der Universität Erfurt. 1511 wurde er Riedeselscher Amtmann in Lauterbach. 1520 ist er als weltlicher Chorherr des Kollegiatstifts St. Martin zu Kassel und als in Orléans studierend bekundet. In dieses Jahr fällt ein Schreiben seines Vaters an den hessischen Kanzler Johann Feige wegen der Verwundung seines Sohnes Johann in einem Duell mit einem Mainzer Domherrn.
Bald darauf trat er in den Dienst des Landgrafen Philipp I. von Hessen, wo er im Laufe der Zeit verschiedene hohe Ämter bekleidete. Ab 1523 war er Rat in der landgräflichen Kanzlei zu Kassel. 1526 promovierte er zum Doktor beider Rechte. 1527 scheint er Vogt zu Treysa gewesen zu sein. Im Jahre 1528 waren er und Heinrich Hesse die Gesandten des Landgrafen an den Hof des französischen Königs Franz I., um dort im Zuge der Packschen Händel um Subsidien für Philipps Kampf gegen Habsburg nachzusuchen.
Im Jahre 1532 war er hessischer Gesandter bei den Verhandlungen zur Erweiterung des Schmalkaldischer Bundes sowie bei den parallel zum Reichstag in Regensburg stattfindenden Verhandlungen in Schweinfurt und Nürnberg über einen Friedstand mit den Protestanten. 1532/33 war er einer der drei hessischen Vertreter in Münster, die den Vertrag zwischen der Stadt Münster und ihrem Landesherrn, Bischof Franz von Waldeck, vermittelten, mit dem die Religionsfreiheit – und damit die Einführung des Protestantismus in der Stadt – reichsrechtlich bestätigt wurde. Auch bei den Reichstagen 1541 in Regensburg, 1542 in Speyer, 1542 in Nürnberg, 1543 in Nürnberg, 1544 in Speyer und 1545 in Worms war er, seit 1537 landgräflicher Rat zu Kassel, einer der hessischen Gesandten. Beim Reichstag 1543 verhandelte er u. a. persönlich mit König Ferdinand.
Von mindestens 1537 bis 1543 war er Rentmeister in Ziegenhain und somit auch verantwortlich für die Finanzen beim Bau der Wasserfestung Ziegenhain in dieser Zeit. In seinem Testament von 1542 benannte Landgraf Philipp ihn auch als einen der Testamentsvollstrecker und Vormünder für die Kinder, Lande und Leute des Landgrafen.

## Belehnungen
In Anbetracht ihrer offenkundig wertvollen Dienste belehnte Landgraf Philipp seinen Rat Fischer gen. Walter und seinen Vizekanzler Georg Nußpicker d. J. im Jahre 1534, nach dem Erlöschen des Geschlechts derer von Holzheim, mit jeweils einer Hälfte des Dorfes und der Niedergerichtsbarkeit Elfershausen bei Malsfeld. Schon 1537, nachdem die Herren von Elben 1535 im Mannesstamm erloschen waren, gab Landgraf Philipp deren Burgsitz auf der Obernburg in Gudensberg, zusammen mit andern ehemals Elbener Gütern, ebenfalls seinem Rat Johann Fischer gen. Walter zu Lehen.
Weil er zuletzt nur noch unter erheblichen Beschwerden gehen konnte, erhielt er 1552 eine Hausbestellung. Er starb am 2. August 1554.

## Ehe und Nachkommen
Seiner Ehe mit einer Tochter des Jakob Ibach († 1521) aus Marburg und dessen Frau Afra (oder auch Aphrone) Ibach entstammten mindestens sechs namentlich bekannte Söhne und Töchter: Christoff, Conrad, Johannes, Alexander, Margarethe und Anna.